# زمین‌لرزه اوت ۱۹۶۸ مکزیک
زمین‌لرزه مکزیک  در تاریخ ۲ اوت ۱۹۶۸ میلادی، برابر با ‎۱۱ مرداد ۱۳۴۷، ساعت ۱۴:۰۶:۴۶ به زمان یوتی‌سی در مکزیک رخ داد. ژرفای این زلزله ۴۹٫۲ کیلومتر بود. بزرگی آن ۷٫۳ در مقیاس Mw اعلام شده‌است. زمین‌لرزه به وقت محلی در روز جمعه، ساعت ۸ روی داده و منطقه زمانی آن یوتی‌سی -۶ بوده‌است (با لحاظ تغییر ساعت تابستانی).
سازمان زمین‌شناسی آمریکا نیز جای این زمین‌لرزه را در مختصات ۱۶°۳۰′شمالی ۹۷°۴۸′غربی / ۱۶٫۵°شمالی ۹۷٫۸°غربی و بزرگی آنرا برابر با ۷٫۵ در مقیاس ریشتر اعلام کرده‌است. ژرفای گزارش شده از سوی این سازمان ۳۶ کیلومتر می‌باشد.
شمار کشتگان زلزله حدود ۱۸ نفر بوده‌است.تعداد زخمیان ۷۳ نفر برآورده شده‌است.